# Crypturaphis grassii
Espèce
Crypturaphis grassii est une espèce d'insectes hémiptères de la famille des Aphididae (super-famille des Aphidoidea, les pucerons). Aucune sous-espèce n'est répertoriée.

## Répartition
Ce puceron originaire du Sud de l'Italie et de la Corse s'est répandu vers le Nord de l'Europe, signalé au Royaume-Uni en 1998, et récemment en France continentale en 2021. Cette progression latitudinale est attribuée au réchauffement climatique. Des données de présence émanent également de Belgique et d'Allemagne.

## Écologie
L'hôte de cette espèce est l'Aulne cordé, on observe les spécimens le long des nervures des feuilles.

## Biologie
La reproduction a lieu en octobre et novembre.

## Description
Il existe deux castes chez les femelles, une caste vivipare aplatie dorso-ventralement de couleur verdâtre avec des points noirs disposés de manière symétrique et une caste ovipare aplatie dorso-ventralement avec de grandes taches brunes formant un dessin symétrique selon un axe antéropostérieur.

## Systématique
Le nom valide complet (avec auteur) de ce taxon est Crypturaphis grassii Silvestri, 1935.